# Довженко, Михаил Владимирович
Михаи́л Влади́мирович Довже́нко (род. 27 апреля 1977, Саранск) — российский режиссёр, теле- и радиоведущий, актёр, продюсер, сценарист, шоумен, журналист. Ведущий интеллектуальных игр «Студии Довженко».

## Биография
Родился 27 апреля 1977 года в Саранске. Вырос в Мурманске. Окончил Мурманскую гимназию № 1 в 1994 году.
Уже в школе начал заниматься журналистикой — вёл прямые радиоэфиры на ГТРК «Мурман».
Первая публикация в СМИ — перевод с английского стихотворения Томаса С. Элиота «Полые люди» в газете «Полярная правда» в 1992 году.
Первые роли в школьном театре: Хлестаков («Ревизор»), Присыпкин («Клоп»).
В 15 лет начал официальную трудовую деятельность. Работал преподавателем английского языка в средней школе.
С 1994 по 1996 год учился в Мордовском государственном университете имени Н. П. Огарёва в Саранске. За это время организовал единственный в городе рок-н-ролл клуб, а также основал и стал главным редактором городской молодёжной газеты «12.4». Регулярно публиковал свои стихи и рассказы в местных СМИ.
За три года (с 1996 по 1999) с красным дипломом окончил социологический факультет МГУ имени М. В. Ломоносова. Параллельно поступил на вечернее отделение факультета журналистики МГУ.
С 1996 по 1997 год учился в Студенческом театре МГУ.
В 1997 году работал вожатым в ВДЦ «Орлёнок». В тот год эта должность официально называлась «педобраз» (педагог дополнительного образования).
В 1998 и 2000 годах был сотрудником организации YMCA в Нью-Йорке.
В 1999 году работал политическим аналитиком на выборах в Государственную Думу Российской Федерации.
С 1999 по 2002 год учился в аспирантуре социологического факультета МГУ на кафедре социологии международных отношений. В 2002 году защитил диссертацию «Роль неправительственных организаций в урегулировании политических конфликтов современности», получил ученую степень кандидата политических наук. В течение года после аспирантуры работал старшим преподавателем на социологическом факультете МГУ.
В 2006 году начал вести интеллектуальные игры. В настоящее время закрытый клуб «Интеллектуальные игры „Студии Довженко“» объединяет известных представителей культуры, бизнеса, политики, СМИ. Игры регулярно проходят в разных городах мира.
В 2009 году совместно с промоутером Романом Христюком стал учредителем и постоянным ведущим ежегодного конкурса живых саундтреков к немому кино «Cinema Jazz Awards».
В 2014 году в качестве режиссёра снял первый короткометражный фильм «Шредер».
Имеет двоих детей. Сын — Яков Довженко (род. 14 мая 2009). Дочь — Яна Довженко (род. 6 февраля 2012). Поклонник группы «The Beatles». Увлекается большим теннисом и петанком.

## Деятельность в СМИ

### Карьера в печатных СМИ
- 1996—1997 — главный редактор молодёжной городской газеты «12.4» (Саранск).
- 1999—2004 — главный редактор молодёжного научно-публицистического альманаха «Nota Bene» (Саранск).
- 2002—2003 — политический обозреватель журнала «Огонёк»[5].
- 2004—2005 — редактор отдела политики и экономики журнала «Националь».
- 2005—2007 — выпускающий редактор деловой газеты «Взгляд»[6].
- 2009—2011 — колумнист газеты «Частный корреспондент»[7].
- 2011—2013 — колумнист журнала «Русский пионер»[8].
- Апрель—сентябрь 2012 года — главный редактор журнала «Pubtime».
- Апрель—август 2018 года — главный редактор журнала «Аэроэкспресс»[9].

### Телевизионная карьера

#### Редактор
- 2005 — главный редактор программы «Рождённые в СССР» на телеканале «Ностальгия».
- 2006—2008 — редактор отдела международной информации программы «Сегодня» на телеканале НТВ.

#### Ведущий телепередач
- 2006—2008 — «Настроение» на телеканале «ТВ Центр».
- 2010—2015 — «День за днём. Итоги» на телеканале «Страна»[10].
- 2010—2015 — «Страна за неделю» на телеканале «Страна»[11].
- 2013—2016 — «Искатели» на телеканале «Культура»[12].

#### Участник и гость телепередач
- 1998 — «Брейн-ринг» на телеканале ТВ Центр[13].
- 2002 — «Своя игра» на телеканале НТВ[14].
- 2002 — «Сто к одному» на телеканале "«Россия»[15].
- 2003—2005 — «Что? Где? Когда?» на Первом канале.
- 2011—2012 — «Мгновения» на телеканале «Дождь»[16][17][18].
- 2011 — «Закрытый показ» — фильм «Какраки» на Первом канале[19].
- 2011 — «Экстрасенсы против учёных» на телеканале ТВ-3[20].
- 2012 — «Тарантинки», выпуск № 3 на телеканале «Дождь»[21]
- 2013 — «Правда» на телеканале ОТР[22].
- 2014 — «Центральное телевидение» на телеканале НТВ[23]
- 2015 — «Полиглот» на телеканале «Культура», сезон с португальским языком[24].
- 2015 — Специальный проект телеканала «Москва 24» «Это тебе»[25].
- 2018—2019 — «Квартирник НТВ у Маргулиса» на телеканале НТВ[26].
- 2019 — «Календарь»: «Режиссёр Михаил Довженко и актриса Елена Плаксина о премьере киноальманаха „Короткие волны“» на телеканале ОТР[27].
- 2019 — «Портрет поколения» — премьера в России фильма «Короткие волны» на телеканале «Культура».
- 2023 — «Сто к одному» на телеканале «Россия-1»[28].

#### Озвучивание телепередач
- 2011 — шоу «Игра» на телеканале НТВ — ведущий за кадром[29].

#### Участник документальных фильмов
- 2015 — «Единоличник»[30].
- 2019 — «Дело Каневского». Фильм Вадима Глускера из цикла «НТВ-видение» на телеканале НТВ[31].

### Карьера на радио
- 1993 — провёл свой первый прямой радиоэфир на ГТРК «Мурман» (Мурманск).
- 2010—2012 — колумнист сайта радиостанции «Эхо Москвы»[32].
- 2011—2015 — ведущий на радиостанции «Серебряный дождь» (рубрика «Студия Довженко»).
- C сентября 2018 года — ведущий программы «Короткие волны» (совместно с Басинией Шульман) на интернет-радиостанции «Медиаметрикс». С сентября 2020 года программа называется «ЖЗЛ» (Жизнь ЗамечТательных Людей).

## Фильмография
| 2013 | Право на любовь                       |           |           |           | зелёная ✓ | адвокат                           |                  |
| 2014 | Сон как жизнь                         |           |           |           | зелёная ✓ | капитан Аникеев                   | мини-сериал      |
| 2014 | Шредер                                | зелёная ✓ | зелёная ✓ | зелёная ✓ | зелёная ✓ | радиоведущий                      | короткометражный |
| 2014 | Любит не любит                        |           |           |           | зелёная ✓ | менеджер банкетного зала          |                  |
| 2014 | Как поднять миллион. Исповедь Zadr@ta |           |           |           | зелёная ✓ | бандит                            |                  |
| 2015 | Пока нет                              | зелёная ✓ | зелёная ✓ | зелёная ✓ |           |                                   | короткометражный |
| 2016 | Вся «Правда» о путче                  | зелёная ✓ | зелёная ✓ | зелёная ✓ | зелёная ✓ | камео                             | документальный   |
| 2016 | Скрабл                                | зелёная ✓ | зелёная ✓ | зелёная ✓ |           |                                   | короткометражный |
| 2016 | Москиты                               | зелёная ✓ | зелёная ✓ | зелёная ✓ |           |                                   | короткометражный |
| 2016 | Обитель на берегу Москвы-реки         |           |           | зелёная ✓ |           |                                   | документальный   |
| 2017 | Радиорубка                            | зелёная ✓ | зелёная ✓ | зелёная ✓ |           |                                   | короткометражный |
| 2018 | Тупик                                 |           |           |           | зелёная ✓ | фельдшер                          | короткометражный |
| 2018 | Турист                                |           |           |           | зелёная ✓ | Гена                              | короткометражный |
| 2018 | Короткие волны                        | зелёная ✓ | зелёная ✓ | зелёная ✓ | зелёная ✓ | радиоведущий (в новелле «Шредер») |                  |
| 2018 | Каникулы президента                   |           |           |           | зелёная ✓ | диктор                            |                  |
| 2019 | Любовницы                             |           |           |           | зелёная ✓ | телепродюсер                      |                  |
| 2021 | Корпорация Ad Libitum                 |           |           |           | зелёная ✓ | модератор пресс-конференции       |                  |
| 2021 | Дважды два                            |           |           |           | зелёная ✓ | администратор                     |                  |

В 2020 году выступил режиссером и продюсером клипа российской группы «Ромарио» на песню «Не выходя из комнаты».

## Театральная деятельность

### Актёрские работы
- 2011 — «Чапаев», постановка Филиппа Лося в Театре.doc — Фурманов.
- 2011 — Участник читки пьесы «Поза героя лицом вниз» Оксаны Карас в рамках фестиваля «Любимовка» в Театре.doc.

### Режиссёрские работы
- 2018 — «George» (музыкально-литературная постановка). Участники: Басиния Шульман (фортепиано), Артём Ткаченко (художественное слово). Премьера — 23 ноября 2018 года в Лондоне[34].
- 2019 — «6 чувств» (музыкально-литературная постановка). Участники: Басиния Шульман (фортепиано), Елена Ревич (скрипка), Артём Ткаченко (художественное слово)[35]. Премьера — 3 июня 2019 года на Красной площади в Москве (в рамках книжного фестиваля «Красная площадь»).
- 2019 — «Следствие одной пластинки» (концерт-история). Участники: Леонид Каневский (рассказчик), Басиния Шульман (фортепиано), оркестр театра «Новая опера», Юрий Медяник (дирижёр). Премьера — 4 декабря 2019 года в театре «Новая опера»[36].

## Творческие проекты

### Интеллектуальные игры «Студии Довженко»
В 2006 году Михаил Довженко провёл «Что? Где? Когда?» в московском клубе «Реставрация» Александра Смелянского.

С 2011 по 2013 год Интеллектуальные игры проходили совместно с журналом «Русский пионер» под названием «Пионерские игры».

В 2013 году игры проходили совместно с журналом «Сноб» под названием «Игры разума».

Также в 2013 году Михаил Довженко начал вести Интеллектуальные игры «Студии Довженко». За это время игры превратились в закрытый клуб, членами которого являются известные представители культуры, бизнеса, политики, актеры, журналисты (400 активных членов клуба). Периодичность проведения клубных игр — ежемесячно. Города, в которых состоялись игры: Москва, Лондон, Ереван, Ницца, Рига, Одесса, Санкт-Петербург, Мурманск, Мармарис, Котельниково, Псков, Омск, Киров, Нижний Новгород, Переславль-Залесский, Ярославль, Светлогорск, Новосибирск, Кемерово, Сургут, деревня Колионово Московской области. В музыкальных паузах игр выступают известные российские и зарубежные музыканты.

В 2016 году Михаил Довженко провёл единственную официальную игру «Что? Где? Когда?» на Красной площади — в честь 100-летия BMW.

С 2018 года Интеллектуальные игры «Студии Довженко» регулярно проходят в телецентре «Останкино» с участием команд различных телеканалов.

В 2019 году Игры состоялись в кают-компании ледокола «Ленин».

В 2021 году Игры прошли на сцене МХАТ имени Горького.

### Конкурс «Cinema Jazz Awards»
В 2009 году вместе с промоутером Романом Христюком выступил создателем ежегодного конкурса живых саундтреков к немому кино «Cinema Jazz Awards». В каждом конкурсе участвует 4 джазовых коллектива. Они заранее получают от организаторов 20-минутные отрывки из немых фильмов. Во время концерта коллективы вживую озвучивают перед публикой свои киноотрывки. Их выступления оценивает специальное жюри, в которое входят известные представители музыкальной индустрии, кино, СМИ. Победитель объявляется лучшим тапёром страны. Михаил Довженко является постоянным ведущим конкурса. В разные годы в конкурсе участвовали музыканты из России, Армении, Израиля. 9 марта 2020 года конкурс «Cinema Jazz Awards» стал частью юбилейного фестиваля Игоря Бутмана «Триумф джаза», состоявшегося в кинотеатре «Иллюзион».

## Номинации и премии

### Телевидение
2003 — Лучший игрок финала весенней серии игр 2003 года в телевизионном клубе «Что? Где? Когда?».

### Кино

#### «Шредер»
- 2014 — Специальный приз «За реальные события, ставшие искусством» на II Международном фестивале короткометражного кино «Короче» (Калининград, Россия)[52].
- 2014 — Участник XXV Открытого Российского кинофестиваля «Кинотавр» (Сочи, Россия)[53].
- 2014 — Участник XXXVI Московского международного кинофестиваля (Москва, Россия)[54].
- 2014 — Участник Недели российского кино в Торонто (Торонто, Канада)[55].
- 2015 — Фильм открытия III Международного фестиваля короткометражного кино «Короче» (Калининград, Россия)[56].
- 2015 — Участник VI Международного кинофестиваля «Skepto» (Кальяри, Италия)[57].

#### «Скрабл»
- 2016 — Гран-при на I Кинофестивале авторского короткометражного кино «Микрофест» (Москва, Россия)[58].

#### «Пока нет»
- 2016 — Приз за лучшую операторскую работу — SHORT TO THE POINT Film Festival (Бухарест, Румыния)[59].
- 2016 — Диплом «За интеллигентность и стилистическое изящество всех компонентов ленты» на XIV Фестивале молодого кино «Зеленое яблоко» (Новосибирск, Россия)[60].
- 2016 — Диплом Северии Янушаускайте «За тонкое проникновение в психологию героини» на XIV Фестивале молодого кино «Зеленое яблоко» (Новосибирск, Россия).
- 2016 — Приз зрительских симпатий на Dea Open Air International Film Festival (Саранда, Албания)[61].

#### «Короткие волны»
- 2017 — Диплом «За проникновенный авторский взгляд новелле „Пока нет“» на Карельском международном фестивале фильмов для молодёжи (Петрозаводск, Россия)[62].
- 2017 — Участник XV Кинофорума «Амурская осень» (Благовещенск, Россия)[63].
- 2017 — Фильм открытия IX Московского международного телефестиваля «Профессия-журналист» (Москва, Россия)[64].
- 2017 — Фильм закрытия IX Международного кинофестиваля «Северный Характер» (Мурманск, Россия)[65].
- 2018 — Фильм закрытия Недели российского кино в Мексике (Мехико, Мексика)[66].
- 2020 — Диплом «За способность по-новому представить обычную тему, за мудрую иронию и силу персонажей» на III фестивале российского кино в Италии, «Премия Феликс 2020» (Милан, Италия).

## Общественная деятельность
В 2015 и 2016 годах права на два короткометражных фильма Михаила Довженко («Скрабл», «Москиты») были проданы на благотворительном аукционе «Action!».

С 2016 года Михаил Довженко является членом жюри Всероссийского фестиваля молодой поэзии имени Леонида Филатова «Филатов Фест».

2017 — член жюри Второго кинофестиваля авторского короткометражного кино «Микрофест».

2019 — член жюри Премии «Герои нашего времени» в рамках Всероссийского проекта в области социальной ответственности «Героям быть».

В рамках Интеллектуальных игр «Студии Довженко» регулярно помогает благотворительным фондам: «Линия Жизни», «Подарок ангелу», «Жизнь как чудо», «Бюро добрых дел», «Фонд Константина Хабенского», «WWF России» и др.

## Творческие споры
Первый короткометражный фильм Михаила Довженко «Шредер» в 2014 году получил на II Международном фестивале короткометражного кино «Короче» специальный приз «За реальные события, ставшие искусством». Членом жюри фестиваля в том году был Евгений Гришковец. Позже на Михаила Довженко подал в суд Егор Кончаловский, который сыграл в «Шредере», но заявил, что якобы не знал, что снимался в этом фильме. Михаил Довженко вырезал из «Шредера» Егора Кончаловского и переснял эту сцену с участием Евгения Гришковца. Таким образом, Евгений Гришковец снялся в фильме, которому он ранее уже дал приз в качестве члена жюри. В 2015 году фильм «Шредер» (уже с участием Евгения Гришковца) снова был включен в программу фестиваля «Короче» в качестве фильма-открытия.

## Публикации и научные труды
Довженко, М.В. Роль неправительственных организаций в урегулировании политических конфликтов современности: дис. кандидат политических наук: 23.00.04 — Политические проблемы международных отношений и глобального развития. Москва. 2002. 163 с.